# Koptische kerk van de heilige Maagd van Zeitoun
De Koptische kerk van de heilige Maagd van Zeitoun (Duits: Koptische Kirche der heiligen Jungfrau von Zeitoun) is de bisschopskerk van het koptische bisdom voor Oostenrijk en het Duitstalige deel van Zwitserland. De kerk bevindt zich aan de Quadenstraße in het 22ste district Donaustadt, Wenen.

## Geschiedenis

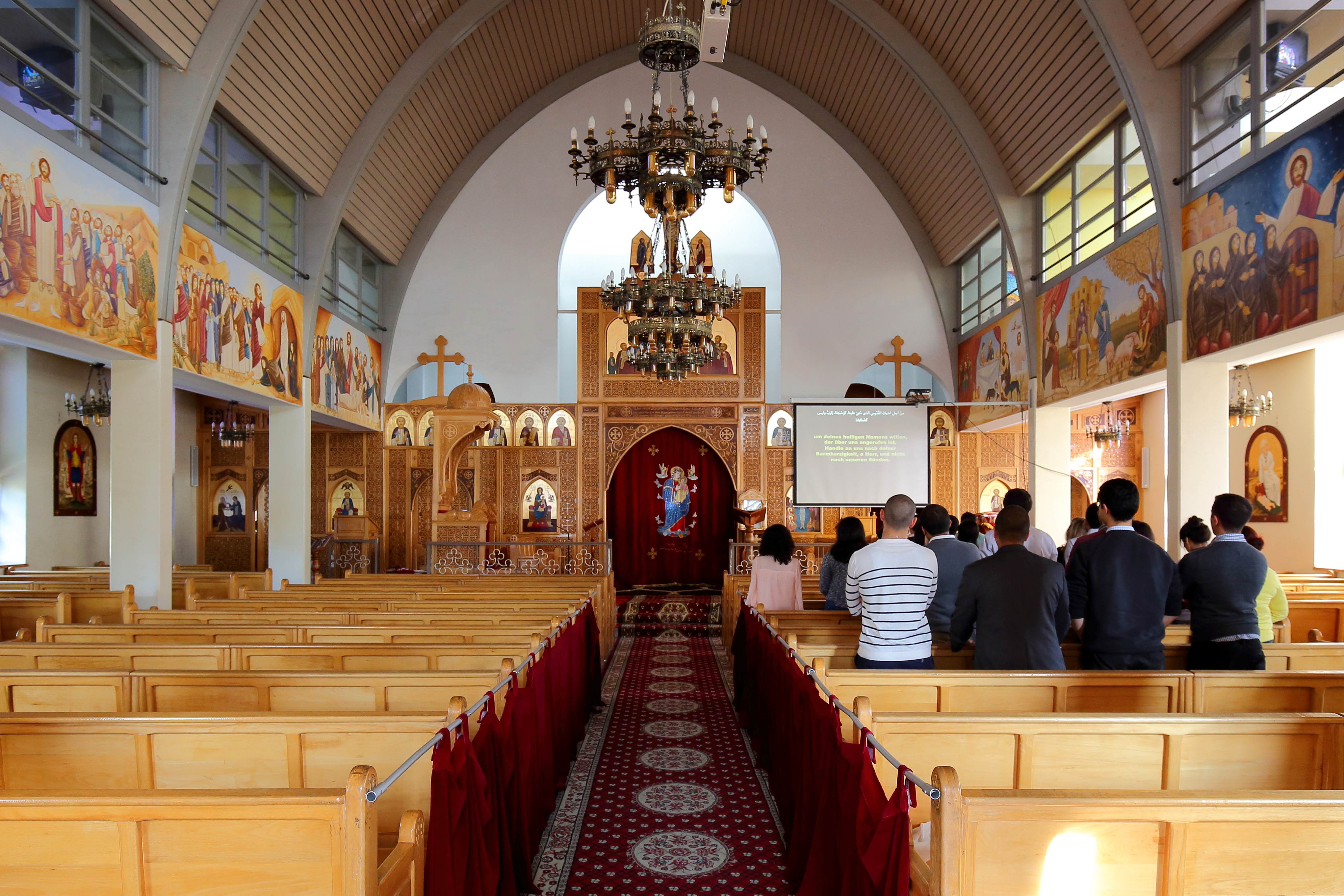
Interieur

Sinds de jaren 1970 immigreren koptische christenen naar Oostenrijk. De katholieke kerk stelde destijds aan de kopten een kerkgebouw ter beschikking, waarin de Kopten hun erediensten konden vieren. In de loop der tijd werd dit kerkgebouw voor de groeiende gemeenschap van Egyptische christenen te klein. Daarom werd in 1998 in aanwezigheid van de koptische paus Shenouda III van Alexandrië de eerste steen voor een nieuwe kerk gelegd.
In het jaar 2000 werd bovendien het bisdom voor Oostenrijk en het Duitstalige Zwitserland opgericht en als eerste bisschop Anba Gabriel gewijd. In het jaar 2003 volgde van overheidswege de erkenning van de koptisch-orthodoxe kerk als publiek rechtspersoon. Na de voltooiing van de kerk werd ze op 11 juli 2004 door paus Shenouda III ingewijd.

## Naam
De naam van de kerk heeft betrekking op de opzienbarende verschijning van de Maagd Maria in 1968. Zowel de koptische paus Kirellos VI als de katholieke patriarch van de Koptisch-geünieerde Kerk erkenden de echtheid van het wonder. Over een periode van drie jaar verscheen de heilige Maagd boven de kerk van Zeitoun, een district in Caïro, waarvan honderdduizenden getuige waren. Ook de katholieke kerk heeft zich met deze verschijningen beziggehouden.

## Beschrijving
De drieschepige basiliek bereikt men via een trap, omdat de kerkruimte zelf hoger ligt. Onder de kerk bevinden zich diverse ruimten voor parochiale activiteiten. De voorgevel wordt geflankeerd door twee torens, aan de andere kant van het gebouw vormen drie apsissen de afsluiting.
Het interieur is uit Egypte afkomstig en in koptische stijl gehouden. De houten iconostase domineert de ruimte en is net als de met houtsnijwerk bewerkte banken afkomstig uit het klooster Sint-Barsum bij Caïro. De iconen werden in het nonnenklooster Sitt-Damiana in Damietta vervaardigd. Op de plaats van de koningsdeuren in het midden van de iconostase bevindt zich een geborduurde voorhang uit het Sint-Jorisklooster in Biba, die de Maagd Maria voorstelt. Boven de voorhang bevindt zich een voorstelling van het Laatste Avondmaal en daar weer boven drie afzonderlijke iconen van de gekruisigde Christus, Maria en Johannes.
De stoelen met houtsnijwerk, waaronder ook de bisschopstroon, stammen uit het Anba-Bischoi-klooster in Wadi an-Natrun.
Naast het kerkgebouw bevindt zich het huis van de bisschop, een seminarieruimte en ruimten voor kinderopvang.